# 新藤明夫
新藤 明夫（しんどう あきお、1963年10月14日- ）は日本の男性俳優、声優。東京都出身。

## 略歴
円演劇研究所出身。
以前は劇企画翔舞、賢プロダクションに所属していた。

## 人物
趣味・特技は柔道、釣り。

## 出演作品

### テレビドラマ
- 女検事の捜査ファイル（1993年）
- ラブ&ピース（1998年）
- 君といた未来のために 〜I'll be back〜（1999年）

### テレビアニメ
- 名探偵コナン（2001年、根津信次）

### OVA
- KIZUNA -絆-（1994年）
- KIZUNA 2（1994年）

### ゲーム
- スタートリング・オデッセイ1（1999年）
- アーマード・コア2（2000年、地球政府）

### ラジオ
- ラジオマガジン

### ナレーション
- 在日沖縄米軍基地問題
- ザ・ジャッジ
- ザ・ノンフィクション
- 中興建設
- TCK競馬中継?TCK女王杯 全頭紹介
- TCK競馬中継ートゥインクルレース
- TCK競馬中継?帝王賞
- 田園都市の町づくり
- 東武鉄道
- スカイフィッシングTV
- パーフェクトフィッシング
- プライムニュース イブニング
- 夕方いちばん

### ボイスオーバー
- ウェンディーズ マニュアルビデオ
- おやじ3匹さすらいのマレーシア
- 奇跡の扉 TVのチカラ
- サイエンスミステリー それは運命か奇跡か!?
- スタージスラリー
- 世界最新レポート
- 美人モデルの挫折
- ペットショー

### VP
- NTTドコモ
- 日産自動車
- 万有製薬

### CM
- 武田薬品工業
- チネチッタ
- 日本文理大学
- パチンコ攻略マガジン
- ビバスポーツ
- 靖国神社
- ヤマト運輸
- よこはまコスモワールド

### 舞台
- サウンド・オブ・ミュージック
- 少年隊ミュージカル
- SHOCK
- MASK
- モンセラ

### コンサート
- 梓みちよ
- 谷村新司

### イベント
- IFPEX’95 KOGANEI BOOTH
- 日立SAショー
- マックワールド